# El aeroplano
El aeroplano es un vals compuesto por Pedro Datta en 1913 que fue grabado por Francisco Canaro en  1915 y, más adelante, por otros músicos. Existe una letra posterior de Francisco Bianco. El título de esta obra se vincula a una época en que nacía la aeronáutica en el mundo y que en Argentina se asistía a la llegada de los primeros aviones con los que se realizaban vuelos de gran importancia y popularidad.

## El autor
Pedro Datta ( Buenos Aires, Argentina, 1887 – ídem 7 de octubre de  1934 ) cuyo nombre completo era Pedro Domingo Datta fue un pianista y compositor dedicado al género del tango, autor del clásico vals El aeroplano y del tango El Parque entre otras obras.
Buen pianista y compositor, trabajaba como empleado y nunca se presentó a tocar en público. Fue el socio fundador número 725 de SADAIC (Sociedad Argentina de Autores y Compositores).

## El nacimiento de la aviación
El 17 de diciembre de 1903 Orville Wright fue, en Kitty Hawk, Estados Unidos la primera persona en volar sobre una aeronave más pesada que el aire, propulsada por medios propios, para lo cual utilizó rieles para mantener el aparato en su trayecto, y una catapulta para impulsarlo. En el cuarto vuelo realizado ese día el avión ganó altitud al acabar el recorrido sobre los rieles, recorriendo 260 metros en 59 segundos. El 13 de septiembre de 1906, Santos Dumont realizó un vuelo público en París, en su famoso avión, el 14-bis. Este aparato usaba el mismo sistema de alabeo empleado en las aeronaves de los hermanos Wright y logró recorrer una distancia de 221 metros pero sin necesidad de rieles, catapultas o viento para alzar el vuelo y, como tuvo mucha repercusión mediática en aquel momento, el vuelo es considerado por algunas personas como el primero realizado con éxito de un avión.
En Argentina en 1908 se fundó el Aero Club Argentino y el 10 de agosto de 1912 el Presidente Roque Sáenz Peña creó la Escuela Militar de Aviación, la primera fuerza aérea militar de América Latina, con el aporte privado consistente en tres aviones y los sueldos del personal necesario y demás gastos, por tres meses. El 24 de noviembre de 1912 Jorge Newbery cruzó el Río de la Plata en el monoplano Centenario, un Bleirot Gnome de 50 HP. El 1 de diciembre de 1912 Teodoro Fels, voló a Montevideo batiendo el récord mundial de vuelo sobre agua y el 25 de mayo de 1913 la flotilla de 4 monoplanos desfiló por primera vez.

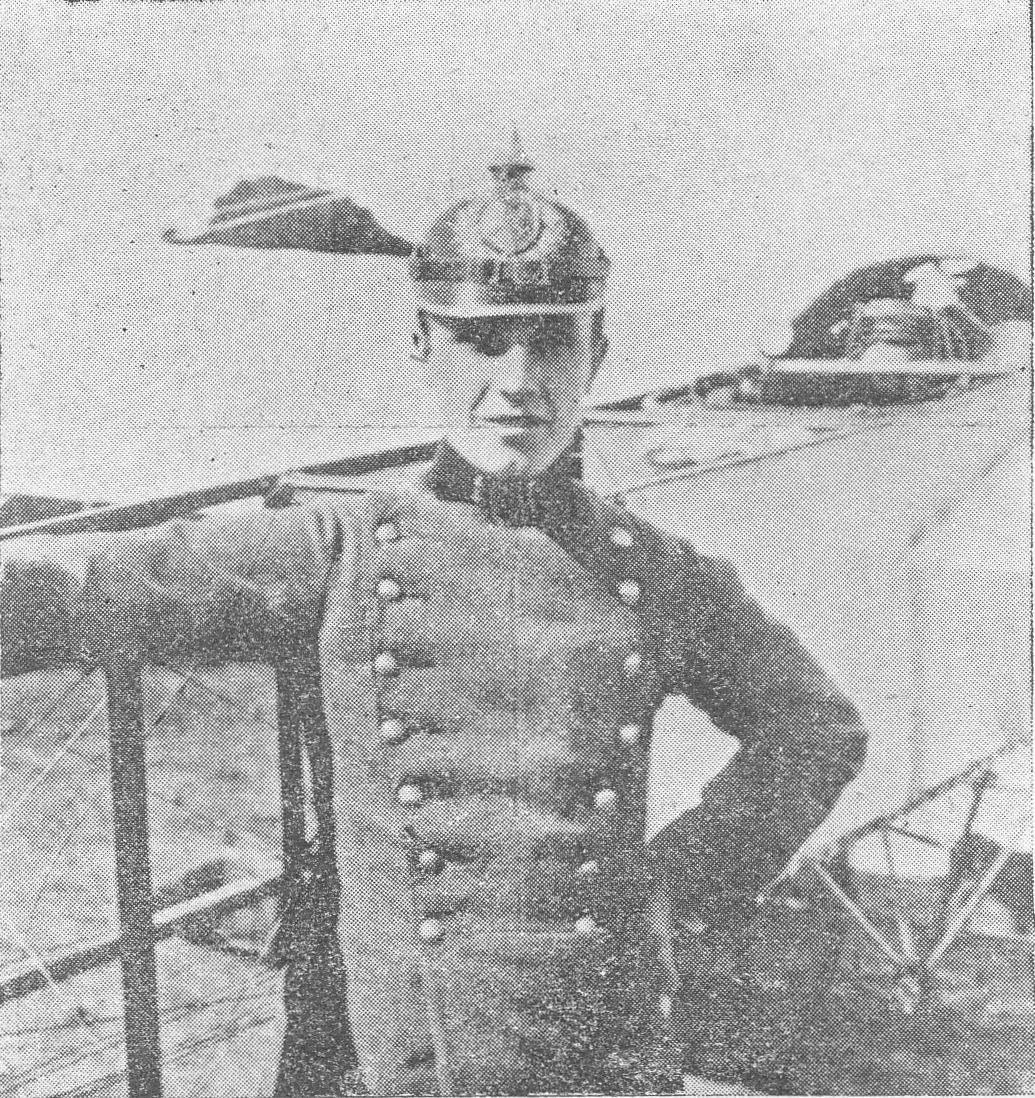
Teodoro Fels

## Creación del vals
En ese contexto es que Pedro Datta compuso el vals El aeroplano  (que supo llevar letra del payador Pancho Cueva —Francisco Bianco—), que está «Dedicado a mi buen amigo Manuel Aróztegui» (editor Felipetti) y fue grabado en 1915 por Francisco Canaro, para el sello Atlanta y, a partir de allí, registrado por diversos músicos.

## Grabaciones
Entre las grabaciones de El aeroplano se encuentran las de las orquestas de Roberto Firpo (1920), Adolfo Carabelli (1927 y 1928), Juan D'Arienzo (1938), Héctor Stamponi (1948) y Adolfo Pérez (Pocholo) (1950); las del Trío Ciriaco Ortiz (1933 y 1934), el dúo Feliciano Brunelli (1934), el Cuarteto Firpo (1936) y el cuarteto de Juan Cambareri (1949); también las versiones cantadas de Eduardo Arolas con el cantor Francisco Bianco (1917) y del pianista Ariel Ramírez con la voz de Tito Argüello, para la discográfica Philips (1975).